# 哈里·辛格

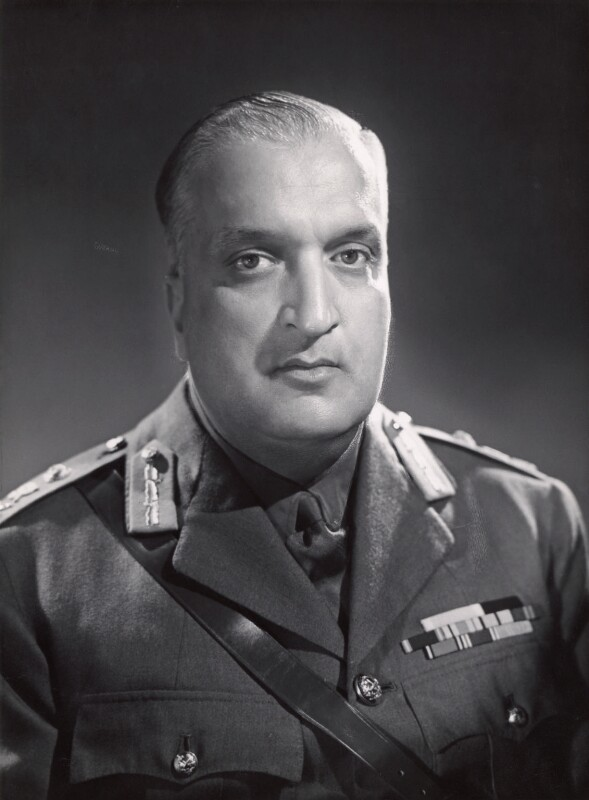
哈里·辛格，摄于1944年

哈里·辛格（英語：Hari Singh，1895年9月25日—1961年4月26日）印度查谟-克什米尔土邦多格拉王朝末代王公，印度教徒，而其领土内大部分居民为伊斯兰教教徒。1947年印度独立时，辛格犹豫不决，又希望能保持克什米尔的独立地位，克什米尔的地位问题最终引发第一次印巴战争。